# Helena Kanyar Becker
Helena Kanyar Becker (* 12. srpna 1943 v Českých Budějovicích) je českošvýcarská historička, novinářka a překladatelka.

## Život
Helena Kanyar Becker se narodila 12. srpna 1943 v Českých Budějovicích.
Vystudovala bohemistiku, historii a literární vědu na FF UK v Praze. Působila jako redaktorka v časopisu Abc mladých techniků a přírodovědců a Zlatý máj a pracovala jako novinářka. V srpnu 1969 emigrovala do Švýcarska. V Curychu absolvovala studium slavistiky, východoevropských dějin a historie umění. Během studia zastávala místo vědecké asistentky, po složení doktorátu se stala vědeckou pracovnicí univerzity v Basileji a referentkou Univerzitní knihovny (1978–2008). Její badatelská činnost je zaměřená na výzkum sociokulturních menšin, cizineckou politiku a humanitní švýcarskou tradici. Za své odborné a novinářské publikace, výstavy, doprovázené univerzitními přednáškovými cykly a za „stavění mostů mezi Západem a Východem“ získala mj. prestižní vědeckou cenu města Basileje 2010. Na české kulturní scéně je známá jako korespondentka Respektu, Britských listů nebo Atelieru. V roce 2002 na Festivalu spisovatelů Praha věnovaném Jeanu Genetovi uváděla delegaci švýcarských autorů.

## Dílo